# Laz Alonso

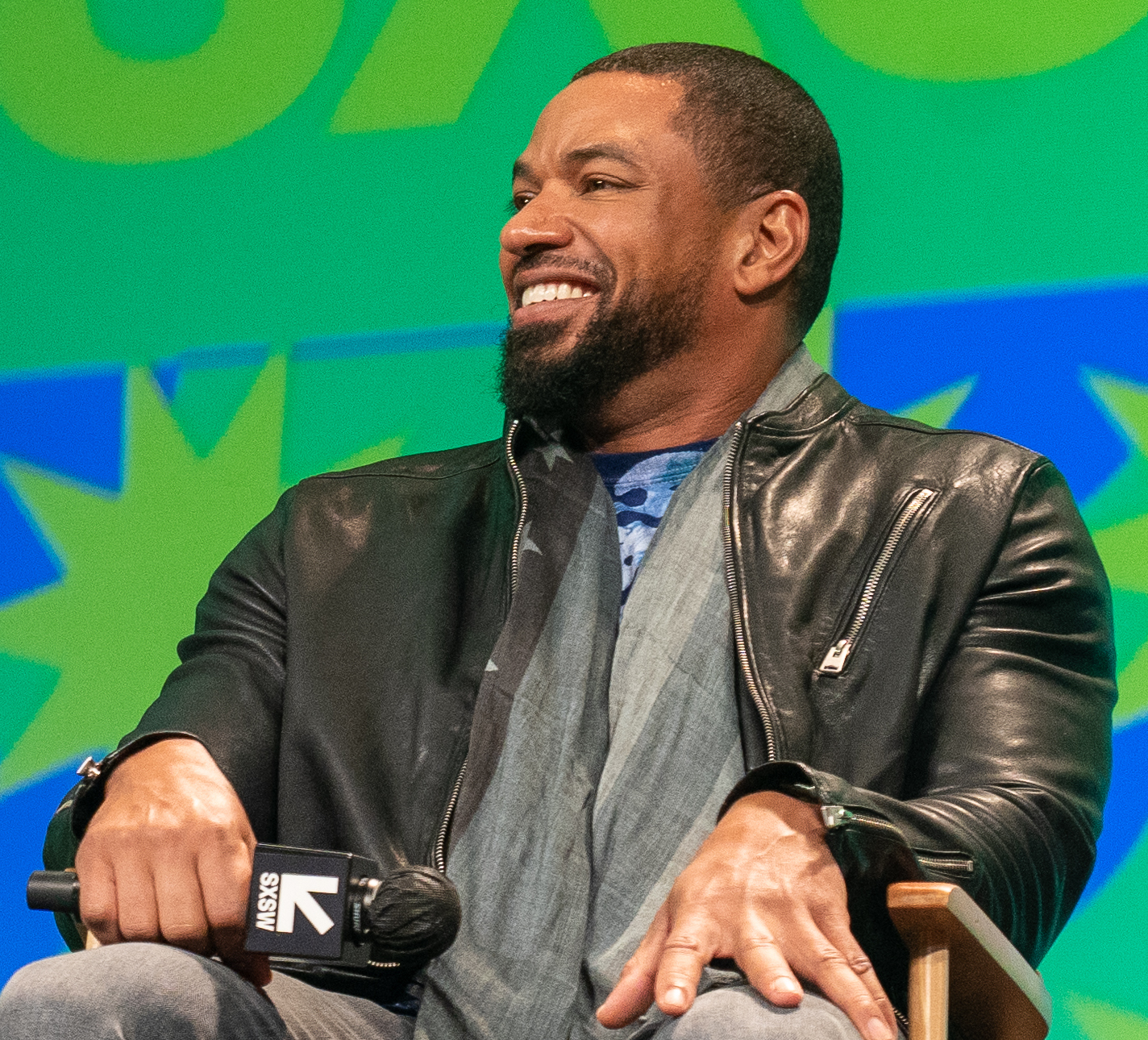
Alonso bei der South by Southwest 2022

Laz Alonso (* 25. März 1974 in Washington, D.C.) ist ein US-amerikanischer Schauspieler.

## Leben
Alonso wurde in Washington, D.C. geboren. Er hat afrokubanische Wurzeln. Er studierte an der Howard University School of Business und machte seinen Abschluss in Business Administration. Nach dem College gründete er mit Geschäftspartnern eine Marketingfirma. Der Erfolg seines Unternehmens erlaubte es Alonso, seiner Leidenschaft für die Schauspielerei nachzugehen. Alonso bekam erste Rollen in Musikvideos und Werbespots. Später zog er nach New York City, um noch näher am Filmgeschäft sein zu können. Zurzeit wohnt er in Los Angeles.

## Filmkarriere
Laz Alonso spielte in Filmen wie Stomp the Yard und Constantine mit. Im erfolgreichen Film Avatar – Aufbruch nach Pandora von James Cameron stellte er den Na’vi-Krieger Tsu’tey dar. Alonso übernahm weiterhin Rollen in diversen Fernsehserien wie CSI: Miami, Bones – Die Knochenjägerin, The Unit – Eine Frage der Ehre, Practice – Die Anwälte, Eyes sowie Navy CIS. 2014 bis 2016 hatte er eine Hauptrolle in der Serie Detective Laura Diamond an der Seite von Debra Messing inne. Weitere Film- und Fernsehrollen folgten, sein Schaffen umfasst mehr als 65 Produktionen.

## Filmografie
- 2000: Eine Liebe in Brooklyn (Disappearing Acts)
- 2001: Einmal Himmel und zurück (Down to Earth)
- 2002: Morning Breath
- 2002: G
- 2002: All Night Bodega
- 2003: Practice – Die Anwälte (The Practice, Fernsehserie, 2 Folgen)
- 2003: Crime Partners
- 2003: Leprechaun: Back 2 tha Hood
- 2004: Hittin’ It!
- 2004: CSI: Miami (Fernsehserie, Folge 3x02 Pro Per)
- 2004: Navy CIS (NCIS, Fernsehserie, Folge 1x21 Split Decision)
- 2005: Bones – Die Knochenjägerin (Bones, Fernsehserie, Folge 1x06 The Man in the Wall)
- 2005: All Souls Day: Dia de los muertos
- 2005: Constantine
- 2005: The Tenants
- 2005: Flip the Script
- 2005: Issues
- 2005: Jarhead – Willkommen im Dreck (Jarhead)
- 2006: The Unit – Eine Frage der Ehre (The Unit, Fernsehserie, Folge 2x08 Natural Selection)
- 2006: The Last Stand
- 2007: Eyes (Fernsehserie, 3 Folgen)
- 2007: Stomp the Yard
- 2007: Captivity
- 2007: Bunny Whipped
- 2007: Mano
- 2007: This Christmas
- 2007: Divine Intervention
- 2008: Buffalo Soldiers ’44 – Das Wunder von St. Anna (Miracle at St. Anna)
- 2009: Fast & Furious – Neues Modell. Originalteile. (Fast & Furious)
- 2009: Down for Life
- 2009: Avatar – Aufbruch nach Pandora (Avatar)
- 2010: Just Wright – In diesem Spiel zählt jeder Treffer (Just Wright)
- 2011: Straw Dogs – Wer Gewalt sät (Straw Dogs)
- 2011: Jumping the Broom
- 2011–2012: Breakout Kings (Fernsehserie, 14 Folgen)
- 2013: Deception (Fernsehserie, 11 Folgen)
- 2013: Battle of the Year
- 2014–2016: Detective Laura Diamond (The Mysteries of Laura, Fernsehserie, 38 Folgen)
- 2017: Detroit
- seit 2019: The Boys (Fernsehserie)
- 2019–2020: L.A.’s Finest (Fernsehserie)
- 2021: Cash Truck (Wrath of Man)
- 2024: Detained
- 2025: Fountain of Youth